# Orthotmeta ziczacaria
Orthotmeta ziczacaria là một loài bướm đêm trong họ Geometridae.